# Louise Føns
Louise Føns (født 18. februar 1985) er en dansk tidligere håndboldspiller, der spillede venstre fløj for København Håndbold. Tidligere spillede for Vejen EH. I 2018 blev hun Danmarksmester med København Håndbold. Da hun gik på pension i 2023 var hun rekordindehaver for flest kampe for klubben (304 kampe), hvor hun havde spillet i 9 år. I 2016-17 var hun en del af København-holdet, der nåede slutspillet for første gang i klubbens historie. I 2017-18 vandt hun mesterskabet, det første for København Håndbold.
Hun har spillet på det danske ungdomslandshold.
Hun er desuden uddannet journalist.